# Communauté de communes de l’Abbevillois
Die Communauté de communes de l’Abbevillois war ein französischer Gemeindeverband mit der Rechtsform einer Communauté de communes im Département Somme in der Region Hauts-de-France. Sie wurde am 24. Juni 1994 gegründet und umfasste 13 Gemeinden. Der Verwaltungssitz befand sich im Ort Abbeville.

## Historische Entwicklung
Am 1. Januar 2017 wurde der Gemeindeverband mit der
- Communauté de communes de la Région d’Hallencourt und der
- Communauté de communes de la Baie de Somme Sud

zur neuen Communauté d’agglomération de la Baie de Somme zusammengeschlossen.

## Ehemalige Mitgliedsgemeinden
1. Abbeville
2. Bellancourt
3. Bray-lès-Mareuil
4. Cambron
5. Caours
6. Drucat
7. Eaucourt-sur-Somme
8. Épagne-Épagnette
9. Grand-Laviers
10. Mareuil-Caubert
11. Neufmoulin
12. Vauchelles-les-Quesnoy
13. Yonval